# 國民革命軍陸軍第五十軍
国民革命军第五十军，曾3次组建：1937年9月陕甘部队组建；1938年2月川军组建；1948年9月在青岛的嫡系整编第54师改编。

## 陕甘部队组建的第1个第五十军
1937年9月，以新编第35师、第167师合编组成第五十军。驻安徽，1937年11月兼徐海警备司令部。1938年2月军长杨渠统因为阻挠从该军调出第167师，当场扣押褫夺军长职，该军番号撤消。
- 军长杨渠统
- 副军长晁广顺
- 第167师：前身为杨虎城的陕军第十七师第四十九旅杨渠统部。该部是1929年杨虎城在河南南阳作战时收编的部队。1931年11月，陇东土军阀、甘军新编第13师师长陈珪璋与杨虎城部孙蔚如第17师及下属的杨渠统第49旅、段象武第50旅联兵西进夺取甘肃省政。在定西巉口镇与西北军恶战一场取胜。1931年12月1日联军进占兰州。孙蔚如以甘肃宣慰使兼甘肃省主席身份入主省政，统揽甘肃军政大权，命杨渠统为兰州警备司令，陈珪璋无职无名住进了省政府西花园。1932年2月20日(农历正月十五元宵节)晚，陈珪璋应邢启堂邀请，带几名卫士到佛照楼玩牌赏灯，杨渠统部特务营长杜耀宗率数十名士兵冲进佛照楼，声称抓逃兵，挟持陈珪璋去甘肃省警备司令部谈话。陈珪璋被挟持到甘肃省政府被活埋于西花园枯井中。[3]是夜，陈珪璋在兰州部队在毫无准备的情况下被包围解决，并封锁消息。2月21日夜，杨渠统旅留驻平凉黄照华团偷袭陈珪璋部平凉驻军，陈珪璋部仓促应战，天将明时，均被缴械。平凉遂被孙部占领。陈珪璋部驻灵台之第一旅，驻西峰之第五旅及留守泾川之第三旅，共计约五六千人逃往庆阳一带。后第一旅被杨渠统收编，旅长谢绍安“解甲归田”，第五旅往陇西投奔鲁大昌。杨渠统以陇东绥靖司令名义，驻防平凉。1934年10月蒋介石为削弱杨虎城的势力，把第49旅改编为新编第5师，师长杨渠统，调河南省漯河归刘峙节制。1935年夏改称第167师，师长杨渠统，辖2旅4个步兵团。第499旅旅长晁广顺，团长刘志勘、仇良明；第501旅旅长薛蔚英（黄埔一期第四队），团长高紫岳、岳铁僧。1938年2月奉命炸毁津浦铁路淮河大桥。1938年3月调入第十六军。对该师加以改造，进了一大批黄埔生，团、营、连军官大幅调整中央化。1938年6月24日，第167师在武汉会战长江马当要塞作战，师长薛蔚英就提出要走小路增援马当，走山区小路晚到2天，贻误战机。7月2日，奉令后撤整理。被撤销师番号。1938年8月15日师长薛蔚英因“赴援马当，托故迟延，不听指挥”被军法枪决。所部被第七十九军第118师（师长王严）收编，融入土木系骨干部队。
- 第128师：详见下节

### 新编第35师/第128师
西安事变后1937年2月杨虎城第十七路军第49旅旅长王劲哉率第98团、补充1团一部分，合计不到2000人叛出陕军投蒋；因事出突然，故第97团及补充第1团大部份官兵均未能奉到命令。先赴西安市以南的王曲地区，旋即奉命调驻河南省的巩县、荥阳地区，奉命改称独立第20旅或称王司令军，受驻豫绥靖公署指挥；再奉命进驻开封、太康、杞县、睢县地区，待命点编，获得番号新编第35师，隶属于刘峙的驻豫绥靖公署。不久即奉命进驻开封城郊，王劲哉兼开封警备司令。此时所部约3000余人。少将师长王劲哉，少将副师长谢靖，少将参谋长沈澄。1937年抗战爆发后，编入刘峙的第一集团军。执行抓捕山东省政府主席韩复榘。后编入汤恩伯第二十军团，参加1938年3月台儿庄战役后，将淞沪抗战退下来的杨渠统的一个师残部编为补充团。
- - 第一团：团长石杰三（兰封会战中阵亡）/李俊彦，副团长李德兴
  - 第二团：团长任兰圃(苏联留学)，副团长马继武
  - 第三团：团长王泮初，副团长卢健
  - 补充团：团长李俊彦/程权五，副团长程权五

移防河南归德，策应李宗仁第五战区的大撤退。后增援山东郓城，解菏泽之围，损失过半。后又参加了围攻兰封土肥原贤二师团的战斗。突围到河南太康，转隶豫鄂边区总司令汤恩伯的第31集团军第十三军。收容散兵人员，增加补充为5000左右。
- 师长王劲哉
- 副师长谢靖
- 参谋长沈澄
- 第一团团长李俊彦（调回）、副团长李德兴
- 第二团团长任兰圃（任玉润，基辅军官学校炮兵科毕业，中央军校高教班3期）、副团长马继武
- 第三团团长王泮初、副团长卢健
- 补充团团长程权五

武汉会战时在九江乌头镇阻击日军战斗中损失惨重，防守瑞昌，立下战功。退至鄂南的咸宁、蒲圻休整补充。在鄂南等县自行收缴吞并当地的地方自卫抗日武装，以充实自己的部队。1938年11月改为第128师，王劲哉任第十三军中将副军长。
- 代师长谢靖
- 副师长兼参谋长沈澄（请假不归）
  - 副官处长蔡澄
- 第382旅（李俊彦）
  - 第763团，团长任兰圃，副团长侯若愚
  - 第764团，团长李德兴/马继武（后任陕南师管区司令、陕南新七军军长、国大代表）
- 第384旅 少将旅长古鼎新(旅部在湖北黄梅)
  - 第787团，团长李葆蔚
  - 第768团，团长赵天时(在黄梅)
- 补充团，团长李自强，副团长陈良弼。

王指示前方的382旅旅长李俊彦派部队装扮成地方民团，枪杀了代师长谢靖，彻底得罪了汤恩伯和刘峙。382旅（李俊彦）调归第十三军，率部向襄阳、樊城方向移动。382旅调到湖北保康，接着又被调到南阳，被汤恩伯吞并，改为第三十一集团军第十三军直属独立一旅，李俊彦任旅长。763团团长马继武留任，764团团长李德兴被发放七千元退伍金强制退役。王在咸宁打出了“湘鄂赣边抗日游击指挥部”的旗帜，自称司令。中共鄂南特委书记王彬从团结大局出发，派田任轶、张进为其组建了师政治部，田任政治部主任，张进任师政治部驻蒲圻办事处主任。王将中共鄂南特委掌握的一支千余人的武装缴械收编。1938年冬，王率部从蒲圻北渡长江，乘虚进入当时日军还没占领的洪湖（当时是沔南地区）、沔阳（今仙桃市）地区，采取硬吃、诱降的方式，吞并了当地的川军游杂部邹兴的2000人枪。以独立旅旅长之职相诱，收编了天门潘尚武的自卫军1800多人枪；后来连已被国民党收编的驻防潜江老新口的游击纵队第五支队管子芳。袭击沔阳县第二支队司令部，司令汪步青率少量残兵逃至汉阳黄陵矶，部下三青团汉阳分团书记兼副支队司令宋启东等数十人被生擒后活埋。中共天汉区委书记童世光打算把中共领导下汉川叼汊湖一带的的周干臣部“汉川游击大队”八百人的队伍为解决部队给养，“借庙躲雨”以便取得合法身份，并入128师，并与打入128师的地下党员张进商量，张进认为不妥，怕王劲哉把队伍彻底吞并了，并把王斌叔叔被杀的事告诉童世光。童世光没听，终于还是与王劲哉商谈妥把周干臣的部队编成128师766团，周干臣任团⻓，岑鹏任副团长，驻汉川田二河。王劲哉觉得周干臣不好领导，协议达成后，王劲哉以宴请766团连以上的军官吃饭为由，派人缴了周干臣的枪，警卫连长周样哇拔枪抵抗被当场枪杀，周干臣等30多名军官惨遭杀害；岑鹏侥幸逃出，带去部分人枪，到刁汊湖区做了土匪。1939年10月，岑被新四军四团活捉后就地枪决。128师吞并新四军的汉川抗日游击大队后，对该部进行改编重组，384旅原补充团团⻓程权武任766团团⻓。被王部占踞的六个县的保安队也被缴械。吞并的直属第一支队，黄埔出身的赵清廉为司令，古鼎新（商县籍）是副司令，古鼎新和同乡768团团长赵天时做掉赵清廉，古成了旅长。被汤恩伯收编的李俊彦旅的任兰圃团不愿意受李俊彦辖制，由团长任兰圃、团附侯若愚率领，从赊旗镇附近出发，穿过桐柏山区日国共夹缝，行程近千里，回到沔阳归建一二八师。1939年2月，军委会对全国军队改编，撤销师辖旅，师直辖三团，补充团改为师管区，第128师直属第五战区郭仟宜昌的江防集团军：
- 师长王劲哉中将（师管区：湖北沔阳）
- 副师长沈澄少将（请假后一直不归）
- 参谋长;暂缺
- 少将步兵指挥官：古鼎新
- 763团团长任兰圃（随枣会战后可归建）
- 767团团长李宝蔚
- 768团团长赵天时

1939年6月王劲哉自己颁布军令，并报中央军委会，将763团扩编为382旅，少将旅长任兰圃，又把进驻沔阳等地后收编的从河南志愿湖北抗战的薛豫屏民团改编为第383旅，少将旅长薛豫屏。被汤恩伯强迫退役的李德兴也从渭南老家回到部队，王劲哉把李德兴任命为自己的少将参谋长；怕中央追究，把李德兴的名字改了一个字，叫李德新。
- 中将师长：王劲哉
- 副师长：沈澄（未到职）
- 少将参谋长：李德新
- 第382旅，少将旅长任兰圃
  - 第763团，团长张平海、副团长侯若愚
  - 第764团，团长杨秀峰（字德秀）、副团长李钰亭
- 第383旅，旅长薛豫屏
  - 第765团，团长秦东海
  - 第766团，团长程权五
- 第384旅，旅长古鼎新
  - 第767团，团长李宝蔚
  - 第768团，团长赵天时、副团长刘养悟
- 独立第1旅，旅长潘尚武

不到一年的时间，队伍滚雪球般地迅速扩大为15个团，一年后又扩大为30个团近三万余人，基本上形成了以洪湖为中心，逐步扩大到沔阳、天门、潜江、监利、汉川、江陵等6个县地盘，其势力还曾发展到云梦、华容、汉阳等地，建立起了一个自成一体，不听国民党政府领导的体系，并在洪湖防区自行扩编为师辖旅制。改隶郭仟的宜昌长江上游防守司令部、第五战区，名义上归入第29集团军（川军，司令官王缵绪）。1939年2月，128师撤旅改为三团制，中将师长王劲哉，少将步兵指挥官古鼎新。王下令撤销王彬建立的政治部，将政治部人员分配到参谋、副官两处，田任轶任参谋处中校副处长、陕西人毛效温任参谋处上校处长，给张进授了个“中尉附”军衔，安排张进在师部译电室工作。为坚持地盘的独立性，王曾击破军统别动队金亦吾部（第五战区第七游击挺进纵队），又多次打击境内新四军的势力，也多次击破伪军保安队。1939年12月王劲哉兼任汉沔游击区中将指挥官，听任128师自治。在鄂中被称为“王老虎”，自称是中国“半个抗战领袖”。128师师部最初设在沔阳县彭场、沔城等地。1939年12月10日日军占领沔城后，王劲哉将师部移驻洪湖的峰口。1940年春节期间某晚，古鼎新派兵突袭天门县彭市，烧毁集市房屋数十间，杀死彭市伪维持会长阚茂林，向当地商会逼捐要款；古部先后两次夜袭麻洋，纵火烧屋，将麻洋伪维持⻓马德俊抓到马湾活埋；古鼎新此般冒险，非为打击日寇，只为钱款，这就是盛传的“古鼎新居然敢去日占区收税”的史实依据。1940年春，王不满李先念的新四军豫鄂挺进纵队收编汉川县的地方保安队，派出古鼎新协同由杨振华带领的128师精锐团(由128师军事训练大队800名班以上骨干组成的学员组成) 由监利出发，北渡襄河潜至天门华严湖之南，布下口袋阵，同时派遣20多人扮成土匪，分头在马湾、竹桥一带抢劫商旅百姓财物，并扬言要火烧干驿镇，以引诱汉川抗日民主政府的国民自卫团和活动在天汉湖区的新四军部队进入伏击圈。天（门）东的商民不堪其扰，组成“跪哭团”到汉川县抗日政府驻地田二河，恳请年近七旬的辛亥革命元老向岩县⻓派兵剿匪。向岩与中共天汉地委商定，由天汉地委军事部长兼新四军豫鄂挺进纵队第四团团长李人林率领新四军挺进纵队第四团的两个中队，谢威率领汉川国⺠自卫团2个中队挺进竹桥剿匪。双方在128师精锐团设下的伏击圈内的华严湖余李家台激战6小时，驻卢市的日军闻讯赶到，在距战场3里处的乔岭坐山观战。精锐团指挥部被突围的新四军打掉后，阵脚大乱，再无力组织进攻，又恐遭北面日军后手，迅即撤逃。此役，装备精良的128师精锐团伤亡80余人，被缴枪支100多支。新四军与汉川国⺠自卫团伤亡甚重，国⺠自卫团一中队中队⻓兼指导汪潮阵亡。史称 “竹桥战斗”。王劲哉得知失败消息后写信给李人林团长指责和攻击新四军，骂李人林是“无名小子”，还向新四军第四团下战书，称不分胜负誓决不罢休。抗日县长向岩写信给王劲哉调解128师与新四军因竹桥事件引发的矛盾，双方派代表在田二河谈判，以襄河为界划定了各自防区。5月28日中共鄂豫边区党委成员陶铸、杨学诚联名致函王劲哉劝其“以民族事业为重， 共策前途”。1940年6月10日(农历端午节)，古鼎新384旅766团团长程权五率部偷袭并进占田二河，驱逐汉川县抗日⺠主政府，向岩被迫辞去抗日县长职务，县政府中的共产党员和进步人士紧急撤离，活动从此转入地下，抗日县政府第一科科长童世光(共产党员)带着县政府大印化妆转移被捕；鄂豫边区负责人陶铸被田二河的党组织护送安全转移至沙市。6月12日古鼎新、程权五在天东抗日根据地杀害30多抗日军民，即豫鄂边区史上的“田二河事变”。1940年夏天，日伪军3万之众进攻128师，王劲哉放弃了在沔阳的第一线阵地，焦土抗战火烧沔城，撤退到第二线阵地——洪湖峰口镇的陶家坝，在前线坐镇指挥打退了日军进攻。1941年2月5日，日伪军近万人分五路进攻东荆河南岸的洪湖地区，战况不利，1941年2月11日王劲哉指挥焚烧洪湖县峰口镇实行“焦土抗战”，师部迁至百子桥（今属戴家场镇），到3月日军撤出东荆河南岸。1942年5月，日军警备司令带第58师团近万人马，配置40辆坦克，40门野炮，50架飞机猛攻第128师767团（团长李钰亭）固守的麻家濠、武家场一线。
1942年秋，128师382旅旅长古鼎新向王劲哉交出第六战区司令长官陈诚的除掉王的密令以表忠心。生性多疑的王劲哉对古产生了猜忌，手令独立旅旅长潘尚武严密监视古旅并相机歼灭。古鼎新知道后便生投日之心。古部两名团附吃餐馆老不给钱，被状告到王劲哉那里，王觉得这正是削弱古旅的机会。他立即命令那两个团长枪毙团附，又命令古鼎新枪毙那两个团长。古利用了这次机会，集合人马，痛哭流涕，历数王劲哉的暴虐，煽动官兵跟他投日。日军从古那里对128师的兵力布防、火力配备以及防区虚实了如指掌。
至1942年底128师已陆续扩大为9个旅另19个团。经军委会批准序列如下：
- 师长王劲哉兼汉沔游击总指挥
- 少将步兵指挥官李钰亭
- 参谋长李德新
  - 上校参谋处长张元明（中校电台台长杨萍湖）
  - 上校副官处长蔡澄
  - 上校军法处长：史伯桥
  - 上校军需处长：王邦林
- 上校警卫团长：郭兴唐
- 中校特务营长：许中和
- 第382旅，旅长任兰圃
  - 第763团，团长张平海
  - 第764团，团长史耀先
- 第383旅，旅长薛豫屏 （成功突围，被土木系第197师收编）
  - 第765团，团长秦东海
  - 第766团，团长杨德秀
- 第384旅，旅长古鼎新 提前投敌
  - 第767团，团长李钰亭
  - 第768团，团长毛效温
- 独立第1旅，旅长潘尚武(襄北游击副司令)提前投敌
- 独立第2旅，旅长赵天时 被古鼎新拉走投敌
- 独立第3旅，旅长辛文礼
- 独立第4旅，旅长程权五（由于戒毒，程被王劲哉监禁了半年多几乎丧命）
- 独立第5旅，旅长苏振东（提前投敌）
- 独立第六旅 旅长侯若愚

1942年12月16日日军第11军司令官塚田攻中将从南京返回武汉的航程中，座机被大别山桂军的高射炮击落毙命。继任第11军司令官的横山勇中将为提振士气，提出代号为“牛刀战术”的“江北歼灭战”作战计划。1943年2月13日出动第13师团、第58师团、第40师团共十六个大队2万余人及伪军8万人共10万之众、80余架飞机助战，对128师铁壁合围。日军在古鼎新的引导下，从128师防守的薄弱地带穿插，直捣128师设在洪湖戴家场百子桥的师部，王只身逃到小官湖垸鸦雀堤，2月25日，王劲哉在监利柳关镇官湾附近被日军骑兵俘虏。李德兴、杨秀峰、程权五、任兰圃等均被俘。王劲哉接受汪精卫政权劝降，成为伪暂编第43师师长。全师失败，官兵战死8604人，被俘23214人。第六战区集中了第22集团军、第20集团军、第6集团军等大批部队，对日伪军反包围，取得了打死打伤日伪军13718人，俘虏5000余人，击毙日军第58师团长下野一霍的重大胜利。战役结束后在王的司令部里发现一具面目皆非的尸体，国民党以为王劲哉已为国捐躯，追封为陆军二级上将，授一级青天白日勋章一枚，提拔其子王义虎为新45师125旅副旅长。

## 刘湘川军改编的第2个第五十军
1938年2月，以刘湘川军第144师、新编第7师合编成第五十军，隶属第23集团军。下辖：
- 军长郭勋祺
- 第144师：1937年1月，四川陆军暂编模范师改为第144师。师长郭勋祺/范子英/1941年1月1日刘儒斋/唐明昭/张昌德(代理）/柏良。1944年3月，第144师师长唐明昭因“皖南事变”放跑部分新四军，受到长官斥责，精神错乱被免职。第430团团长張昌德晋升上校副师长。張昌德拒绝新任师长柏良上任，擅自代理师长，于1944年3月29日率第144师大部在南陵降日，任伪皖南独立方面军中将司令兼伪皖南特别区行政长官公署（驻南陵）行政长官。辖第144师（原430团）、第1师（原431团）、第2师（原432团）、贵池绥靖军（1945年收编地方部队）。1944年5月副军长潘左（张昌德的姑父）在江西铅山县城第三战区司令长官部鹅湖招待所自杀身亡。1945年8月日本投降前夕，張昌德率部反正，改编出任为第三战区先遣军第四路，驻安徽南陵，后调芜湖、泾县。1946年6月，该部撤销，士兵编入第二十一军新编第7师，军官四百余人全部入无锡第十七军官总队收容整训，张昌德调任国防部少将参议。
- 新编第7师：1937年5月，四川陆军独立第12、第13旅合编成新编第7师。师长田钟毅/1942年9月17日黄百光。

1939年2月，第二十一军第145师（师长童希赞/孟浩然）调入该军。1940年冬第三战区司令长官顾祝同部署对皖南新四军发动围攻作战时，密捕处决了该军的地下党员参谋处长，把郭勋祺由第23集团军副总司令调任第32集团军副总司令，送到重庆的陆军大学学习。1941年1月1日，第144师师长范子英升任军长。1941年1月，第32集团军总司令上官云相指挥第五十军的第144师、新编第7师参加了皖南事变围攻作战。
1942年，第145师与第二十一军第148师对调。1942年初副军长佟毅接任军长。1942年9月17日新编第7师师长田钟毅继任军长。
1945年7月该军撤编，第144师撤编，第148师張昌德改隶第二十五军，新编第7师改隶第二十一军。

## 整编第54师组成的第三个第五十军
1947年12月东北冬季攻势战局吃紧，国军放弃了全面进攻胶东地区的计划。1948年初陈诚把胶东兵团主力第五十四军军部及所属的周文韬第8师、张纯第198师调辽西，隶属范汉杰的冀热辽边区司令部指挥。留在胶东半岛的整编第36旅（原为第五十四军第36师）于1948年1月20日与山东省保安第4纵队（改编为整编第7旅）组建整编第54师，整编师副师长叶佩高升任整编师长。1948年9月，整编第54师改为第五十军，隶属驻青岛的刘安祺第11绥靖区。由于叶佩高受叶文龙及郭儒灏等人的影响，对共产党有好感，引起绥靖区司令刘安祺的猜疑，1948年12月16日以“济南失守，支援无力”罪名解职，调为陆军总司令部中将附员。
- 军长叶佩高/1948年12月16日胡家骥（黄埔五期工兵科，原第七十一军第88师师长、沈阳警备司令。早年曾任第36师团长）
- 副军长张在臣、欧锡霆、胡翼烜（1949年6月）
- 第36师师长胡翼煊/李成忠（1949年6月）/张国英（1949年10月）
- 第107师：原整编第7旅。师长朱振华（黄埔四期政治科二队，山东保安第七旅旅长）/麦劲东，副师长麦劲东。1948年9月,一个团接防烟台。
- 第270师：山东省保安第四旅，系由地方自卫团队及招募的新兵编成，旅长高维民，辖第十、十一、十二团和特务大队，共3000余人。[9]改编为整编第270旅、第270师。师长高维民。1949年5月24日第810团团长杨瑞荃在阴岛（红岛）率部投诚。

1949年5月底，第五十军从青岛登船海运海南岛。1949年10月初在广东战役中，经新会、开平、恩平于10月24日到达阳江。10月24日至26日在阳春、阳江地区大部被歼，担任后卫的第36师的师长李成忠被俘。10月26日,残部从阳江以南的海陵岛海运海南岛的榆林。1950年4月海南岛战役后，5月初由榆林港经海运撤至台湾，缩编为第36师。
1954年，50軍變更番號為第1軍，下轄第26師（原36師）、第27師（原第63師)、第58師（原255師）。第1軍於1976年1月1日變更番號為第4軍，於1976年8月16日再變更番號為第21軍。1978年3月24日第21軍實施「安泰演習」進駐馬祖，並於5月4日接替馬祖防衛司令指揮權，下轄陸軍兩棲第101營第三連（配屬）、第八工指部第501工兵營（暫編）、後指部（配屬）、步兵193師、軍部連、砲兵指揮部、防砲第四團、海指部、502工兵營，781通信營、237憲兵營，而249師配屬莒光地區指揮部。1979年7月，第21軍改為長期駐防馬祖。崑崙案取消第21軍番號，專設馬祖防衛司令部。